# 229

229(이백이십구)는 228보다 크고 230보다 작은 자연수다.

## 수학
- 50번째 소수(素數)다. 앞의 소수는 쌍둥이 소수인 227, 다음 소수는 233이다.
- 피타고라스 삼조의 빗변의 길이이다. ({\displaystyle 60^{2}+221^{2}=229^{2}})[a]
- {\displaystyle 229=2^{2}+15^{2}}
  - 서로 다른 두 자연수의 제곱합으로 나타낼 수 있는 수다.
- {\displaystyle 94^{3}-1}은 229로 나누어떨어진다.

## 과학
- NGC 229: 안드로메다자리 방향에 있는 렌즈형 은하.

## 교통

### 철도
- 서울 지하철 2호선 봉천역의 역번호.
- 부산 도시철도 2호선 모덕역의 역번호.
- 대구 도시철도 2호선 청라언덕역의 역번호.

### 도로
- 일본 229번 국도(일본어판): 홋카이도 오타루시에서 히야마군 에사시정까지 이어지는 일본의 국도.
- 현도 제229호선

## 군사
- U-229(영어판, 독일어판): 제2차 세계 대전에 사용된 나치 독일의 군용 잠수함.

## 문화유산
- 대한민국의 국보 제229호: 창경궁 자격루
- 대한민국의 보물 제229호: 여주 신륵사 보제존자석종비
- 대한민국의 사적 제229호: 예산 윤봉길 의사 유적

## 방송
- B tv의 폴라리스TV 채널 번호.

## 스포츠
- 중국의 전 농구 선수 야오밍의 신장은 약 229cm다.

## 기타
- 날짜: 2월 29일
- 연도: 229년, 기원전 229년

## 내용주
1. ↑  3,600 + 48,841 = 52,441